# Tunnel Eichen-Diekenscheid
Der Tunnel Eichen-Diekenscheid ist ein 400 m langer Eisenbahntunnel beim Streckenkilometer 96 der Schnellfahrstrecke Köln–Rhein/Main auf dem Gebiet der rheinland-pfälzischen Gemeinde Nentershausen. Er verläuft, auf einer Länge von 400 m, zwischen den Streckenkilometern 96,7 und 97,1.

## Verlauf
Die Trasse verläuft Richtung Frankfurt in einer Linkskurve, die Gradiente fällt durchgehend ab.
Der Tunnel unterquert die Bundesautobahn 3 sowie die Landesstraßen L317 und L318. Östlich des Tunnels wird die Autobahn-Anschlussstelle Diez in einem Rahmenbauwerk unterquert.
Östlich folgt die Wiesengrund-Talbrücke, westlich der Tunnel Lange Issel.

## Geschichte
Ursprünglich war im Bereich des heutigen Tunnels ein Einschnitt geplant. Ein in diesem Bereich stehender Wald sollte abgeholzt werden. Im Zuge des Planfeststellungsverfahrens wurde schließlich ein 400 m langer Tunnel geplant, um den Naturpark Nassau an dieser Stelle zu schonen.
Der Tunnel zählt zum Mittelabschnitt im Baulos B der Neubaustrecke und wurde durch eine Arbeitsgemeinschaft von sechs Unternehmen errichtet.
Der Vortrieb begann Mitte 1999. 360 m wurden in bergmännischer Bauweise errichtet, 40 Meter in offener Bauweise (nach anderer Quelle: 160 m in offener Bauweise). Der Durchschlag wurde Anfang 2000 gefeiert. Das Bauwerk wurde als 21. der 24 bergmännischen Tunnel der Neubaustrecke durchgeschlagen; im Los B war es der letzte. Der Vortrieb verlief ohne besondere Vorkommnisse.
Der Tunnel zählte, neben dem Dickhecktunnel, zu den letzten beiden von elf Tunneln, die im 43 km langen Los B fertiggestellt wurden.
Im 2. Halbjahr 2014 sollten die Schienen im Tunnel gewechselt werden.